# Fernanda Abreu
Fernanda Sampaio de Lacerda Abreu (Río de Janeiro, 8 de septiembre de 1961) es una cantante, compositora y bailarina brasileña, fue catalogada por la prensa como la pionera de la música pop bailable - con coreografía y uso de producciones electrónicas- en Brasil, apostando por el género en 1990, tras investigar la dimensión internacional de artistas como Madonna y Prince, adhiriéndose a coreografías, mezclas con estilos bailables y samplers en su obra. En ese momento, encontró resistencia por parte de los productores, ya que el rock estaba en auge en Brasil, insistiendo en que podía ganar notoriedad haciendo música pop eternizando: "No hay [mercado para el pop], pero lo vamos a abrir". Debido a su estilo musical, los periódicos la llamaron "la madre del pop brasileño". Fernanda se formó como bailarina profesional en el Ballet Tatiana Leskova y se unió a dos compañías de danza antes de su carrera musical.
En 1982 se dio a conocer como corista de la banda de rock Blitz, responsable de popularizar el movimiento Rock Brasil en la década de 1980, en el que permaneció durante tres álbumes hasta 1986. "A Noite", "SLA Radical Dance Disco Club", "Você pra Mim", "Speed Racer" y "Kamikazes do Amor" fueron lanzados como sencillos de la obra. En 1992, se lanzó su tema más exitoso, "Rio 40 Graus", considerado por la prensa como un hito en la música brasileña por mezclar hip hop, música disco y funk, géneros aún marginados en ese momento, y hablar sobre el lado caótico de Río de Janeiro, colocando a Fernanda en la posición de ícono al llevar la música de la periferia a la radio. La canción formó parte del SLA 2 Be Sample, que también contó con los sencillos "Jorge da Capadócia", "Hello Baby" y "Do Seu Olhar".
En 1995 Fernanda lanzó su álbum más impresionante, Da Lata, en el que aparecía desnuda en el libreto, cubierta únicamente por chatarra, y traía una mezcla de pop con R&B y funk, creando una marca personal de su trabajo. El sencillo "Veneno da Lata" se refirió al conocido caso policial del tráfico de marihuana a Brasil disfrazada en latas de comida, expresando el paralelismo entre lo bueno y lo prohibido.[15] Otra canción destacada fue "Garota Sangue Bom", vista como una extensión de "Rio 40 Graus" para explorar la imagen suburbana de la capital de Río de Janeiro. El álbum fue elegido como el mejor álbum latinoamericano de 1995 por la revista estadounidense Billboard. En 1997, se lanzó su primera compilación, Raio X, pero de una manera diferente, trayendo nuevas versiones de todos sus grandes éxitos, además de siete temas nuevos.[17] La versión de "Kátia Flávia, a Godiva do Irajá", se convirtió en la segunda canción más exitosa de su carrera, generando dos nominaciones para MTV Video Music Brasil.

## Biografía
Fernanda Sampaio de Lacerda Abreu nació a las 23:00 horas del 8 de septiembre de 1961 en Río de Janeiro, hija de la bibliotecaria de Río de Janeiro Vera Marina Sampaio de Lacerda, del arquitecto portugués Armando Abreu y de un hermano menor, Felipe Abreu. Su madre tenía problemas auditivos y visuales. Además de ascendencia portuguesa directa -desde que su padre nació y vivió en Portugal hasta que se casó-, la cantante también tiene ascendencia portuguesa, africana e indígena por parte de madre. A la edad de cuatro años, su familia se mudó a una casa diseñada por su padre en Jardim Botânico, un barrio de lujo en la Zona Sur de Río de Janeiro, donde sus abuelos maternos también vivían en otra ala del lugar. El interés de Fernanda por la música surgió en esta época, ya que la familia desfilaba anualmente en el Carnaval de Río de Janeiro, además de que su padre formaba parte de un grupo de samba llamado A Patota, donde tocaba cuíca. La madre de Fernanda, a pesar de no formar parte del grupo, también cantaba y tocaba la ganzá, habiéndola introducido en los discos de varios músicos brasileños, entre ellos Clara Nunes, Cartola, Nélson Cavaquinho, Roberto Ribeiro y João Nogueira.
A la edad de nueve años, comenzó clases de ballet en la academia dirigida por la rusa Tatiana Leskova, cuando se graduó como bailarina unos años después.[6] Cuando era adolescente, también se unió a cursos de guitarra, canto, danza clásica y danza contemporánea a medida que su interés por la música se reducía, uniéndose a coros comunitarios y participando en festivales de música infantil junto a su hermano. En 1977, a los dieciséis años, se unió al Grupo Coringa, una compañía de danza dirigida por la bailarina Graciela Figueroa. En 1981, Carlos Afonso, uno de los principales bailarines, deja el grupo para formar su propia compañía, Grupo Fonte, en la que lo acompaña Fernanda, permaneciendo hasta el año siguiente. Ese mismo año fundó su primera banda, Nota Vermelha, en la que compartía la voz con Leo Jaime.